# 南珠高速铁路
南宁至珠海高速铁路，简称南珠高速铁路，是中国一条连接广西壮族自治区南宁市和广东省珠海市的高速铁路。线路在南宁东站通过联络线引出，途经贵港市、玉林市及梧州市进入广东省云浮市，在肇庆市过境后于佛山高明国际机场设站，再经江门市进入珠海市止于珠海鹤洲站，沿途设置14座车站，正线全长约585公里，最高時速可达350km/h，预计全线建成后由南宁前往珠海需时在2小时以内。
南珠高铁分属六个工程项目建设，整条线路由南宁至玉林铁路、南宁至深圳铁路玉林至岑溪（桂粤省界）段、深圳至南宁高铁珠三角枢纽机场至省界段、广州至湛江高速铁路珠三角枢纽机场段及同步实施等相关工程、珠海至肇庆高铁江门至珠三角枢纽机场段和珠海至肇庆高铁珠海至江门段组成，各段工程自2019年起陆续开工。南宁至玉林段率先于2024年12月30日开通运营，而全线则预计于2027年通车。

## 概况
南珠高铁下行方向于南宁东站南钦场通过南钦联络线引出至杨屋线路所再接入本线，后在南广动走线右线东侧设置那额线路所预留钦深联络线接入，下行正线于那平江西岸下穿上行线后归位；上行正线则接至新塘村线路所利用南广铁路上行线引入南宁东站南广场。线路归位后向东经南宁市青秀区并于五合乡设五合站，进入横州市于峦城镇莫村土地岭设峦城站，在横州市区东北侧石场附近设横州站，经贵港市港南区预留贵港南站，过玉林市兴业县于县城南部设兴业南站，出站后走行至玉林主城区北部，于北流市平安山村北侧设玉林北站，出站后沿既有益湛铁路走行至容县新城区南侧3km新设容县南站，尔后于梧州市岑溪市岑溪东收费站东侧设岑溪东站，出站后进入两广隧道跨越桂粤省界进入广东省云浮市，出隧道后沿深罗高速南侧向东南方向走行，在罗定市附城街道设罗定北站，后进入云浮市区于云石大道南侧初城村附近设云浮站，出站后在肇庆市高要区过境后进入佛山市高明区在佛山高明国际机场地底设佛肇站外包广湛高速铁路且与其并行至回龙线路所后右线上跨广湛高铁、规划高速公路与左线汇合往东南在荷城街道设高明站，后进入江门市沿鹤山市西侧往南走行至桃源镇附近设鹤山西站，通过隧道穿过圭峰山后引入江门站，出站引入官田线路所侧向可通过联络线接入深湛铁路深圳方向，正线过站后跨江门水道、虎坑水道进入珠海市斗门区，在鹤洲岛设珠海鹤洲站为本线终点。

## 历史

### 规划及施工

#### 南玉段
2018年12月13日，国家发展改革委正式批复《广西北部湾经济区城际铁路建设规划（2019-2023年）》，同意近期规划建设南宁-横县-玉林、南宁-崇左两条总里程325公里的城际铁路，投资约517亿元。
2019年1月15日，南玉段在北流市新圩镇正式开工建设。2月1日，广西发改委以批复南玉段可行性研究报告。6月6日，环境影响报告书全文公示。6月19-21日，国铁集团鉴定中心在南宁组织召开南玉铁路初步设计审查会。6月28日，环境影响报告书获广西生态环境厅批复。10月17日，广西交通运输厅批复初步设计。12月，工程全线相继全面开工建设。 
2020年7月7日，广西发改委及交通运输厅同意新建南玉段增设预留贵港南站。10月5日，首座隧道王子岭隧道贯通。12月12日，首榀箱梁架设成功，创造了广西铁路建设“当年开工、当年架梁”的记录。
2021年6月5日，南玉段榃羌大桥开始架设首节箱梁。8月16日，全线首联跨高速公路连续梁，六景郁江特大桥跨六钦高速公路连续梁顺利合龙。11月17日，作为南玉段“两隧三桥”五个重难点控制性工程之一的良睦隧道胜利贯通。
2022年3月31日，南玉段全线最长隧道平悦隧道顺利贯通。7月10日，中国高速铁路最大跨度钢-混斜拉桥，南玉铁路六景郁江特大桥首座主塔封顶。9月25日，南玉铁路百合郁江特大桥顺利合龙，该桥是世界在建时速350公里双线无砟轨道最大跨度钢混结合梁斜拉桥。10月26日，南玉段41座隧道全部贯通。12月13日，六景郁江特大桥主桥P4#主塔梁部6号块顺利浇筑，是世界施工总重量最大的“千吨级”高速铁路现浇梁段顺利浇筑，也是世界首台承截重量最大的“千吨级”整体式悬臂造桥机在高速铁路建设中的成功应用。
2023年8月6日，南玉段全线架梁顺利完成。同月18日，线路进入全线铺轨阶段。11月15日，开始架设接触网导线。
2024年2月5日，南玉段六景鬱江特大橋順利合龍，標誌著大橋主體工程全部完工。3月31日，南玉段六律邕江特大橋主橋順利合龍，标志全線橋隧道工程均貫通。7月20日，南玉段全线完成铺轨。9月30日，南玉段开始联调联试。

#### 玉岑段
2020年12月3日，广西发改委批复玉岑段可行性研究报告。12月26日，该项目先行开工点在岑溪开工。
2021年2月28日，环境影响评价第二次公告。2月22日，环评公众参与公示。6月17日，重点控制性工程最长隧道容岑隧道在容县六王镇正式动工建设。10月8日，玉岑段项目初步设计获批。
2022年9月30日，玉林至岑溪（桂粤省界）段全面开工建设。
2023年11月16日，全线首孔预制箱梁在玉林跨工业大道特大桥成功架设。同月21日，玉岑段最长隧道——容岑隧道贯通。

#### 珠三角机场至桂粤省界段
2022年2月21日，珠三角枢纽机场至省界段环境影响评价第一次公示。5月26日，云浮段社会稳定风险评估公众参与公示。8月22日，珠三角枢纽机场至省界段环境影响评价征求意见稿公示。
2023年1月9日，广东省环境厅批复珠三角枢纽机场至省界段环境影响报告书。10月，可行性研究获广东省发改委批复。11月19日，广东省交通运输厅批复项目初步设计。12月26日，南深高铁珠三角枢纽机场至广东省界段正式开工建设。
2024年12月20日，竹斗夫隧道成为该段首座的隧道。

#### 江机段
2020年7月22日，江门至珠三角枢纽机场段社会稳定风险分析报告评估前公示。7月30日，国家发改委《关于粤港澳大湾区城际铁路建设规划的批复》正式确认了珠肇高速铁路规划。8月30日，环境影响评价征求意见稿公示。10月14日，广东省发改委批复项目可行性研究报告。12月10日，江门至珠三角枢纽机场段先行段，全长1195米的洞企山隧道于鹤山市开工建设。
2021年12月17日，江门至珠三角枢纽机场段正式开工。
2022年4月29日，江机段全线首榀箱梁浇筑成功。11月28日，广湛高铁珠三角枢纽机场段正式开工，南珠高铁珠三角机场至回龙线路所段由该工程代建。
2023年8月9日，中国最大直径土压/TBM（全断面硬岩隧道掘进）双模盾构机“永安号”在珠肇高铁圭峰山隧道段顺利始发。
2024年3月27日，全线首榀箱梁于珠岗大桥完成架设。

#### 珠江段
2021年8月13日，珠海至江门段社会稳定风险评估阶段公示。9月13日，环境影响报告书征求意见稿公示。11月12日，环境影响报告书全文公示。
2022年5月25日，全长0.884公里珠海至江门段先行段启动进入主体施工阶段，主要建设小托特大桥、瓦子佬隧道。8月4日，广东省交通运输厅批复珠海至江门段初步设计。
2023年1月5日，珠海至江门段先期实施工程瓦子佬隧道顺利贯通。

### 开通运营
2024年12月30日，南玉段开通运营，其中峦城站暂缓开通，列车通过不停车。

## 车站及接驳路线
| 车站名称             | 所在区域       | 所在区域 | 所在区域 | 车站类型 | 启用日期       | 连接铁路                                    | 城市軌道交通換乘路線 |
| -------------------- | -------------- | -------- | -------- | -------- | -------------- | ------------------------------------------- | -------------------- |
| 南珠高速铁路         |                |          |          |          |                |                                             |                      |
| 南宁东～玉林北段     |                |          |          |          |                |                                             |                      |
| 南宁东               | 广西壮族自治区 | 南宁市   | 青秀区   | 客运站   | 2014年12月26日 | 南广铁路 南钦铁路 贵南客运专线 柳南城际铁路 | 南宁轨道交通1号线    |
| 五合                 | 广西壮族自治区 | 南宁市   | 青秀区   | 越行站   | 2024年12月30日 |                                             |                      |
| 峦城                 | 广西壮族自治区 | 南宁市   | 横州市   | 客运站   | 已建成，待启用 |                                             |                      |
| 横州                 | 广西壮族自治区 | 南宁市   | 横州市   | 客运站   | 2024年12月30日 |                                             |                      |
| 贵港南               | 广西壮族自治区 | 贵港市   | 港南区   | 客运站   | 已规划，待建设 |                                             |                      |
| 兴业南               | 广西壮族自治区 | 玉林市   | 兴业县   | 客运站   | 2024年12月30日 |                                             |                      |
| 玉林北               | 广西壮族自治区 | 玉林市   | 北流市   | 客运站   | 2024年12月30日 |                                             |                      |
| 玉林北～桂粤省界段   |                |          |          |          |                |                                             |                      |
| 容县南               | 广西壮族自治区 | 玉林市   | 容县     | 客运站   | 建设中         |                                             |                      |
| 岑溪东               | 广西壮族自治区 | 梧州市   | 岑溪市   | 客运站   | 建设中         |                                             |                      |
| 粤桂省界～佛山机场段 |                |          |          |          |                |                                             |                      |
| 罗定北               | 广东省         | 云浮市   | 罗定市   | 客运站   | 建设中         |                                             |                      |
| 云浮                 | 广东省         | 云浮市   | 云城区   | 客运站   | 建设中         |                                             |                      |
| 佛山机场～江门段     |                |          |          |          |                |                                             |                      |
| 佛肇                 | 广东省         | 佛山市   | 高明区   | 客运站   | 建设中         | 广湛高速铁路                                |                      |
| 高明                 | 广东省         | 佛山市   | 高明区   | 客运站   | 建设中         | 肇顺南高速铁路                              |                      |
| 鹤山西               | 广东省         | 江门市   | 鹤山市   | 客运站   | 建设中         |                                             |                      |
| 江门                 | 广东省         | 江门市   | 新会区   | 客运站   | 2020年11月15日 | 广珠铁路 广珠城际铁路江门支线 深湛铁路      |                      |
| 江门～珠海鹤洲段     |                |          |          |          |                |                                             |                      |
| 珠海鹤洲             | 广东省         | 珠海市   | 斗门区   | 客运站   | 建设中         | 廣珠澳高速鐵路                              |                      |

## 未来规划
远期该铁路规划西延至云南省昆明市，东延至广东省深圳市，组成昆深高速铁路使云南融入粤港澳大湾区建设。